# Maoritenes
Maoritenes is een geslacht van vlinders van de familie bladrollers (Tortricidae), uit de onderfamilie Tortricinae.

## Soorten
- M. cyclobathra (Meyrick, 1907)
- M. modesta (Philpott, 1930)